# Diabloceratops
Diabloceratops ("Ďábelská rohatá tvář") byl rod rohatého dinosaura (ceratopsida), žijícího v období svrchní křídy (geologický stupeň kampán, asi před 82 až 77 miliony let) na území dnešního Utahu (USA). Jeho fosilie byly objeveny v sedimentech geologického souvrství Wahweap. Spolu s několika dalšími druhy patří k velkému množství nově objevených rohatých dinosaurů, formálně popsaných v roce 2010.

## Popis

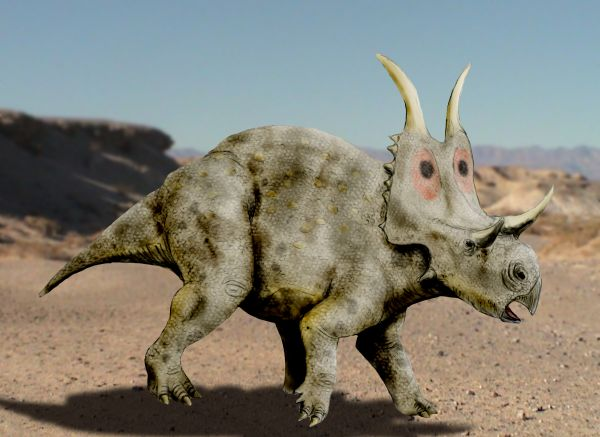
Diabloceratops - rekonstrukce.

Jednalo se o mohutného čtyřnohého býložravce s relativně velkou hlavou a dlouhým krčním límcem, zdobeným výraznými rohy. Právě těm vděčí diabloceratops za své jméno, propůjčují jeho lebce ďábelský zjev. Stejně jako ostatní ceratopsidi však představoval čtyřnohého zavalitého býložravce. Dosahoval délky asi 4,5 až 5,5 metru a hmotnosti kolem 1300 kilogramů. Fosilní materiál holotypu (UMNH VP 16699) byl objeven roku 2002 na území Grand Staircase-Escalante National Monument a sestává z nekompletní lebky a části spodní čelisti. Četné znaky na kostech naznačují, že diabloceratops patřil k bazálním (vývojově primitivním) centrosaurinům a některými anatomickými znaky na lebce se podobal geologicky starším a vývojově "primitivnějším" protoceratopsidům.